# 予感の天使を抱きしめて
「予感の天使を抱きしめて」は、VIPの1作目の、畑亜貴の2作目のシングル。2000年8月23日にLantisから発売された。

## 概要
- ラジオ『仮想偶像警察VIP』のテーマソングを収録している。
- VIPとは升水美奈子、由依、西崎彩が結成したユニットである。

## 収録曲
1. 予感の天使を抱きしめて
歌：VIP
作詞：畑亜貴 / 作曲：羽場仁志 / 編曲：剣持満
ラジオ『仮想偶像警察VIP』テーマソング
2. 密度ください
歌：畑亜貴
作詞・作曲：畑亜貴 / 編曲：剣持満
3. 予感の天使を抱きしめて（オフ・ヴォーカル・ヴァージョン）
4. 密度ください（オフ・ヴォーカル・ヴァージョン）